# Opalenizna

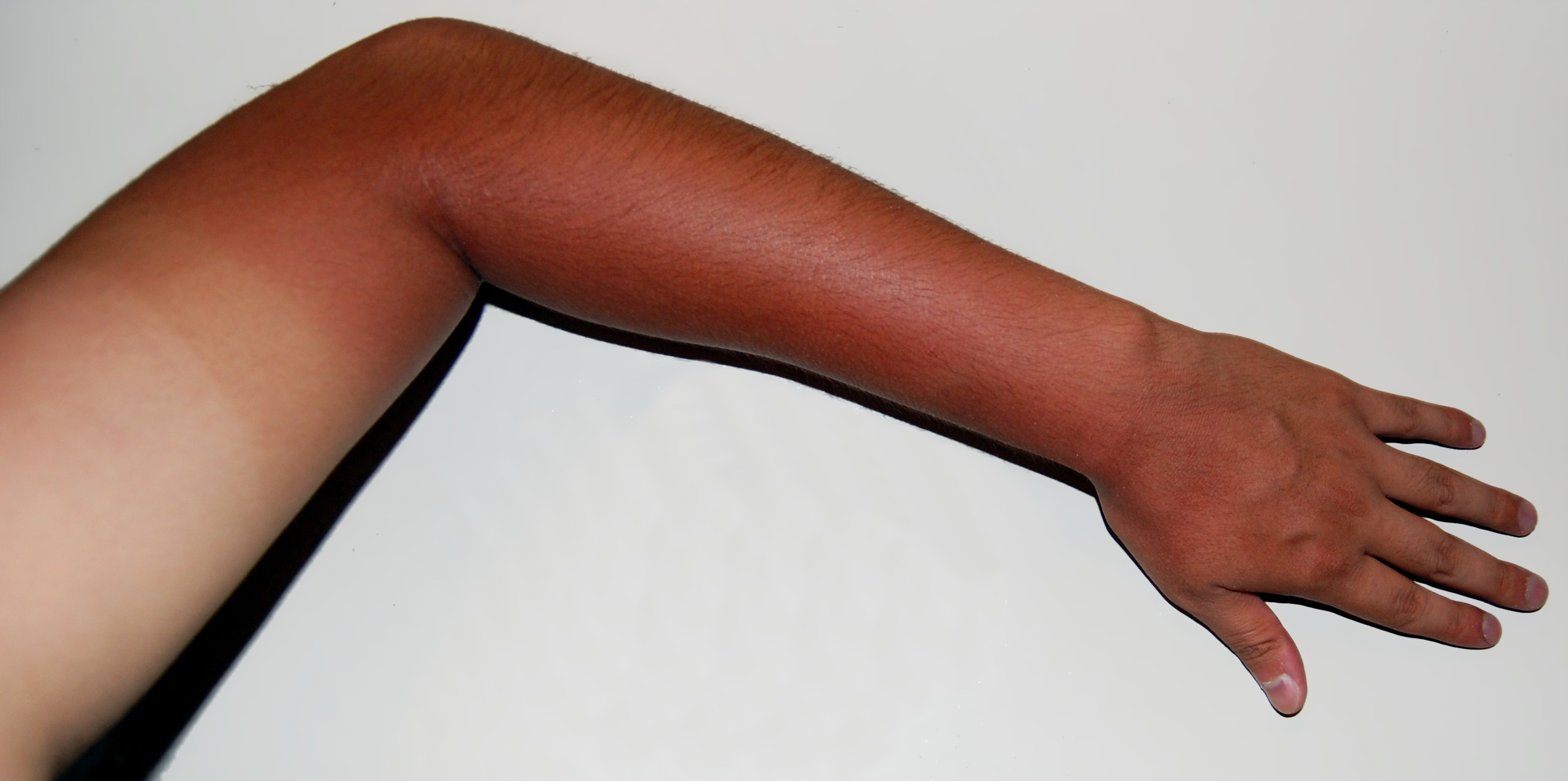
Opalenizna

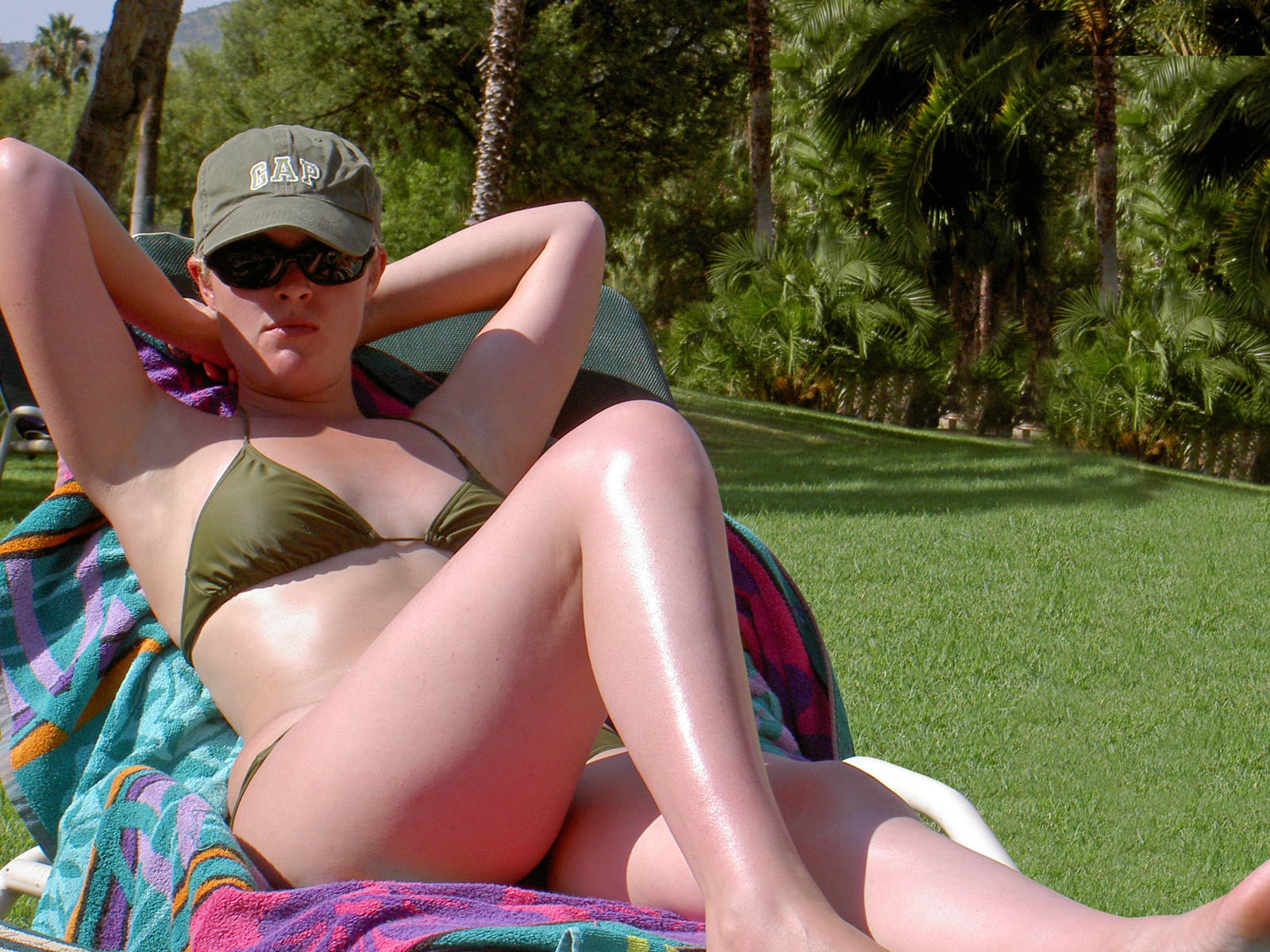
Opalanie się - kąpiel słoneczna

Opalenizna – ściemnienie barwy skóry w wyniku naturalnej, fizjologicznej reakcji, która zachodzi podczas ekspozycji na promieniowanie ultrafioletowe światła słonecznego (lub w solarium). Przy nadmiernej ekspozycji na to promieniowanie, na skórze może wystąpić oparzenie słoneczne. Jedną z zalet opalania się jest to, że pod wpływem odpowiedniej dawki promieniowania słonecznego w skórze dochodzi do zsyntetyzowania takiej ilości witaminy D3, która pokrywa dzienne zapotrzebowanie na nią praktycznie w 100%.

## Moda
Opalona skóra uważana jest w niektórych społeczeństwach za objaw zdrowia, młodości i atrakcyjności seksualnej.
W przeszłości kobiety unikały światła słonecznego i opalenia się, a także specjalnie wybielały skórę, ponieważ opalona skóra uważana była za cechę osób niższego stanu, które trudniły się pracą fizyczną.